# Guadalupe Etla
Guadalupe Etla là một đô thị thuộc bang Oaxaca, México. Năm 2005, dân số của đô thị này là 2349 người.